# Женевская конвенция (1864)
Женевская конвенция 1864 года или Первая Женевская конвенция — международно-правовой договор, которым нормируются охрана и облегчение участи больных и раненых воинов на войне.

## История
Начиная с XVI века, между отдельными государствами неоднократно были заключаемы договоры об обеспечении и облегчении судьбы раненых воинов. С 1551 по 1864 год таких договоров насчитывают до 291, включая сюда и договоры, касающиеся морской войны. Битва при Сольферино (24 июня 1859 года) послужила ближайшим поводом к возбуждению вопроса об уходе за ранеными и больными во время войны и, в особенности, об учреждении обществ, которые могли бы добровольно принимать на себя подачу медицинской помощи во время войны.
Инициаторами в этом вопросе явились Анри Дюнан, председатель Женевского комитета общественной пользы Мюинье (Muynier), Палашиано в Неаполе и Арро в Париже, благодаря усилиям и энергии которых 26 октября 1863 года состоялся международный съезд в Женеве, известный под названием Первой Женевской конференции. Этот съезд постановил принять на себя заботу об учреждении в различных государствах национальных союзов для ухода за ранеными и больными. Несмотря на частный характер конференции, она представила правительству пожелания о созыве конгресса по вопросу о признании нейтралитета за обществами, оказывающими медицинскую помощь на войне раненым и больным. Вследствие этой резолюции швейцарский союзный совет обратился к 25 правительствам с приглашением прислать представителей на конгресс. Только 16 государств сочувственно откликнулись на этот призыв и прислали своих уполномоченных; конгресс продолжался с 8 по 22 августа 1864 года; проект международного договора, внесённый на рассмотрение конгресса Женевским комитетом общественной пользы, состоял из 11 §§.
Конгресс принял следующую конвенцию, подразделяемую на 3 части:
а) по отношению к раненым и больным воинам,
б) по отношению к врачебному и вспомогательному персоналу
в) по отношению к госпиталям и материальной части.
§ 1-м устанавливается право нейтралитета госпиталей и перевязочных пунктов на войне до тех пор, пока в них находятся больные и раненые, и пока они не состоят под охраной военной силы одной из воюющих сторон, причём движимое имущество военных госпиталей подчиняется действию законов войны, и состоящие при них лица, покидая их, могут брать с собою лишь вещи, составляющие их личную собственность, тогда как подвижные походные лазареты и приёмные покои (ambulance), при тех же условиях сохраняют всю свою движимость (§ 4).
Персонал госпиталей и походных лазаретов, включая и чинов интендантских, санитарных и административных их частей, лиц, ведающих транспортированием раненых, а также военно-духовных лиц, почитается нейтральным, пока находится при исполнении своих профессиональных обязанностей, и пока ещё имеются раненые, нуждающиеся в помощи (§ 2).
Добровольцы, ухаживающие за больными, но не входящие в состав администрации персонала, не пользуются нейтральностью. Нейтральный же персонал может и после занятия места неприятелем продолжать исполнение своих обязанностей в госпитале или лазарете, или же уходить; но как скоро он перестаёт исполнять свои обязанности в госпитале или лазарете, то занявший территорию отряд войска передаёт его неприятельским аванпостам (§ 3).
Раненые и больные воины должны быть принимаемы и призреваемы, к какой бы нации они ни принадлежали (§ 6).
Главнокомандующие имеют право немедленно передавать раненых во время сражения воинов неприятельским форпостам. Все выздоровевшие раненые и больные, признанные неспособными к военной службе, отпускаются на родину; прочие могут быть также отпущены, но с условием не браться за оружие в течение войны. Каждый раненый или больной воин служит гарантией и охраной принявшему его к себе частному дому (§ 5).
Каждый житель, принявший к себе раненого, освобождается от постоя и платежа части контрибуции. Сельские жители, оказывающие помощь раненым, должны быть пощажены и оставаться свободными. Военачальники обязаны обратиться с воззванием к человеколюбию жителей и объявить им о нейтралитете, который обусловливается их попечением о раненых и больных воинах. Подробности выполнения конвенции, согласно выраженным в ней общим принципам и полученным от своих правительств указаний и инструкций, предоставлены усмотрению главнокомандующих. Эвакуационные транспорты и сопровождающий их персонал пользуются также безусловным нейтралитетом (§§ 5 и 6).
Общим обозначением нейтралитета устанавливается белый флаг и повязка на руке с красным крестом на ней, при непременном, однако, условии, чтобы эти знаки были выданы надлежащей военной властью (§ 7), своевольное же пользование повязкой Красного Креста подвергает виновного ответственности.

Женевская конвенция была подписана только 12 государствами и ратифицирована 9: Швейцарией, Великим герцогством Баден, Бельгией, Данией, Испанией, Францией, Италией, Швецией и Норвегией и Нидерландами. Впоследствии к ней присоединились: Пруссия, Королевство Бавария, Великое герцогство Гессен, королевства Саксония, Вюртемберг, герцогство Мекленбург-Шверин, Аргентина, Боливия, Болгария, Чили, Греция, Великобритания, Гондурас, Япония, Конго, Люксембург, Черногория, Никарагуа, Северо-Американские Соединённые Штаты, Австро-Венгрия, Персия, Перу, Португалия, Румыния, Россия (с 1867 года), Сальвадор, Сербия, Сиам, Турция, Уругвай, Венесуэла, в 1903 году — Корея и Гватемала, в 1904 году — Китай, в 1905 году — Мексика, в 1906 году — Бразилия и Колумбия. 
Война 1866 года однако указала на некоторые недостатки конвенции. Указывалось на необходимость расширить её, и, в частности, Италия предлагала распространить Женевскую конвенцию и на морскую войну. Все это привело к созыву в Женеве 2-й конференции, которая выработала 15 дополнительных статей, составивших конвенцию 8 (20) октября 1868 года, не принятую, однако, державами.
В 1874 году, в связи с Брюссельской конференцией, снова был поднят вопрос о дополнении Женевской конвенции, и 4 державы (Россия, Бельгия, Германия и Швейцария) представили свои проекты, но, в виду высказанных по поводу их мнений о необходимости пересмотра всей Женевской конвенции, дело затянулось, а затем и совсем заглохло в виду вспыхнувших в 1876—1879 годах событий на Балканском полуострове. Только Гаагская конференция 1899 года в 3-й конвенции и 2-я Гаагская конференция 1907 года в 10-й конвенции признали распространение Женевской конвенции на морскую войну, причём все державы, подписавшие конвенцию 1907 года, обязывались следовать Женевской конвенции, если даже они раньше и не присоединились к ней.
Так как на Гаагской конференции 1899 года было выражено желание о созыве в непродолжительном времени новой конференции для пересмотра Женевской конвенции, то 6 июля 1906 года в Женеве собралась такая конференция, выработавшая новую Женевскую конвенцию, которую подписали 35 государств: Австро-Венгрия, Аргентина, Бельгия, Болгария, Бразилия, Великобритания, Гватемала, Германия, Гондурас, Греция, Дания, Испания, Италия, Китай, Конго, Корея, Люксембург, Мексика, Нидерланды, Норвегия, Перу, Персия, Португалия, Россия, Румыния, Сербия, Сиам, США, Уругвай, Франция, Черногория, Чили, Швейцария, Швеция и Япония. Державы, подписавшие конвенцию 1864 года и представленные на конференции 1908 года, могли присоединиться к конвенции прямо и безусловно, прочие же державы — лишь при условии, что ни одна из договаривающихся держав не заявит протеста; кроме того, конвенция 1864 года остаётся в силе для тех держав, которые ратифицировали её, хотя они и не присоединились к конвенции 1906 года. Эта последняя также распространяется только на сухопутную войну и взаимно обязывает лишь государства, подписавшие её или присоединившиеся к ней (ст. 24). Больные и раненые воины, а равно и другие прикомандированные к армии лица, пользуются со стороны военной власти, в руках которой они находятся, покровительством и уходом без различия подданства (ст. 1). Они, тем не менее, считаются военнопленными, но воюющие стороны могут обусловить изъятия и льготы, возвращение раненых, отсылку их на родину или передачу нейтральному государству (ст. 2). Захватившая поле сражения сторона обязана подобрать раненых, оградить их и убитых от ограбления и дурного обращения и не предавать земле убитых, не убедившись, что они мертвы (ст. 3). Каждая воюющая сторона обязана сообщать друг другу: списки убитых и раненых, о содержании больных и раненых, о смертельных случаях и пересылать найденные на поле сражения или оставленные умирающими предметы, служащие для личного употребления (ст. 4). Военные власти могут призывать к участию в уходе за ранеными и больными местных жителей, предоставляя им особое покровительство и льготы (ст. 5). Подвижные санитарные учреждения, а также постоянные санитарные учреждения, должны пользоваться покровительством и охраной воюющих сторон (ст. 6). Покровительство прекращается в случае пользования им во вред неприятелю (ст. 7); но они не лишаются покровительства: 1) если персонал их вооружён для самозащиты или защиты своих больных и раненых; 2) если, в виду отсутствия вооружённых сил врачебно-санитарного персонала, они охраняются пикетом или часовыми, снабжёнными надлежащим удостоверением; 3) если в них находятся оружие и патроны, снятые с раненых и не сданные ещё по принадлежности (ст. 8). Лица, предназначенные исключительно для подбирания, перевозки и лечения раненых и больных, а также принадлежащих к администрации санитарных учреждений, и духовенство армии должны пользоваться покровительством при всех обстоятельствах; если они попадут в руки неприятеля, то с ними не могут поступать как с военнопленными (ст. 9). К санитарному персоналу приравнивается персонал обществ частной помощи (также и нейтральные государства), надлежащим образом призванных и уполномоченных своим правительством, употребляемый для санитарных учреждений при армиях, под условием подчинения его военным законам и постановлениям (ст. 10), и, в отношении обществ нейтрального государства, с согласия воюющей стороны, которой они оказывают содействие (ст. 11). В случае попадания во власть неприятеля, лица, упомянутые в последних 3 статьях, должны продолжать исполнение своих обязанностей, согласно его указаниям (упомянуты в ст. 9), получают от него и содержание, а по миновании необходимости эти лица должны быть возвращены вместе с их частной собственностью (ст. ст. 12 и 13). Подвижные санитарные учреждения, попав во власть неприятеля, сохраняют свою материальную часть, здания и материальная часть стационарных санитарных учреждений, подчиняются действию законов войны (то-есть праву добычи, ст. ст. 14 и 15) после того, как находящиеся в них раненые и больные будут обеспечены помощью иным способом; наконец, материальная часть обществ частной помощи хотя и подлежит праву реквизиции, но остаётся их частной собственностью (ст. 16). С эвакуационными транспортами должны поступать как с подвижными санитарными учреждениями (ст. 17).
Из уважения к Швейцарии геральдический знак Красного Креста на белом поле, образуемый путём обратного расположения федеральных цветов, сохраняется в мирное и военное время, как эмблема и отличительный знак санитарной службы армий (ст. 18), и изображается исключительно на флагах, нарукавных повязках (на левой руке) и на всех предметах, относящихся к санитарной службе (ст. ст. 19—23), при чём державы-участницы договора обязываются препятствовать злоупотреблению Красным Крестом, а во время войны установить наказание за грабёж и дурное обращение с ранеными и больными, а равно подвергать наказанию за незаконное употребление Красного Креста, как за присвоение военных знаков (ст. ст. 27—28).
Далее в конвенции определяется право оккупации при военном занятии чужой государственной территории (occupatio Bellica), по которому оккупационная власть обязана поддерживать на ней спокойствие и порядок, может взимать налоги, контрибуции и производить реквизиции. Чужое государственное имущество, попавшее в руки победителя, употребляется на военные цели, частная же собственность во время войны (сухопутной) неприкосновенна, если военная цель не обусловит необходимости её нарушения. Затем, некоторые движимые и недвижимые предметы могут быть объявлены неприкосновенными («замирёнными»). Договоры, заключённые во время войны воюющими по поводу надобностей войны равноценны всякому другому государственному договору (картели, военные договоры о погребении убитых, о капитуляциях, о временных перемириях и т. п.).
1—6 сентября 1884 года в Женеве также собиралась конференция, носившая название Женевской, но это был международный конгресс представителей союзов Красного Креста тех правительств, которые присоединились к Женевской конвенции.